# كينيث كوش
كينيث كوش (بالإنجليزية: Kenneth Koch)‏ هو كاتب سيناريو وشاعر أمريكي، ولد في 27 فبراير 1925 في سينسيناتي في الولايات المتحدة، وتوفي في 6 يوليو 2002 في نيويورك في الولايات المتحدة بسبب ابيضاض الدم.

## وصلات خارجية
- كينيث كوش على موقع الموسوعة البريطانية (الإنجليزية)
- كينيث كوش على موقع إن إن دي بي (الإنجليزية)